# 김나니
김나니(1989년 9월 28일 ~ )는 대한민국의 국악인이다.

## 학력
- 유일여자고등학교
- 한국예술종합학교 전통예술원 판소리

## 출연작

### 방송
- 2016년 KBS 《국악한마당》
- 2016년 KBS 《1박 2일》
- 백년손님
- 2017년 KBS 《불후의 명곡 - 전설을 노래하다》
- 2017년 KBS 《노래싸움 - 승부》
- 2017년 MBC 《미스터리 음악쇼 복면가왕》
- 2019년 KBS 《누가누가 잘하나》
- 2019년 LG헬로비전 《셰프의 팔도밥상》
- 2020년 MBC 《공부가 머니?》
- 2021년 LG헬로비전 《팔도밥상 플러스》

### 드라마
- 《조선미인별전》 (KBS1, 2018년) - 소혜 역
- 《구미호 레시피》 (KBS1, 2021년) - 선영 역

### 영화
- 《1919 유관순》 (2019년) - 권애라 역

## 수상
- 2011년 제10회 음악극 어워드 우수음악극상
- 2007년 제19회 목포 전국 국악경연대회 대상, 전라남도 교육감상
- 2007년 제25회 전주대사습놀이 학생전국대회 판소리 부문 장원, 문화관광부 장관상